# پادژ (لسکوواتس)
پادژ (به صربی: Padež) یک منطقهٔ مسکونی در صربستان است که در لسکواس واقع شده‌است. پادژ ۵۸ نفر جمعیت دارد.